# Gro Hammerseng-Edinová
Gro Hammerseng-Edinová (* 10. dubna 1980 Gjøvik) je bývalá norská házenkářka. S norskou ženskou házenkářskou reprezentací vyhrála olympijský turnaj v Pekingu roku 2008, získala dvě stříbra na mistrovství světa (2001, 2007), třikrát vyhrála mistrovství Evropy (2004, 2006, 2010) a jednou si z evropského šampionátu odvezla stříbro (2002). Byla nejužitečnější hráčkou mistrovství Evropy 2004 a 2006. Za národní tým nastupovala v letech 2000–2010, odehrála 167 utkání a nastřílela 631 branek. Úspěchy si připsala i na klubové úrovni, s norským klubem Larvik HK vyhrála v roce 2011 Ligu mistrů EHF, nejprestižnější klubovou soutěž v Evropě, s dánským FC Midtjylland Håndbold vyhrála v roce 2004 Pohár vítězů pohárů. V roce 2007 byla Mezinárodní házenkářskou federací zvolena nejlepší světovou házenkářkou roku.